# يعقوب صفرا
يعقوب صفرا رجل أعمال سوري، ولد في مدينة حلب في العام 1891، والده ايلي صفرا. تزوج يعقوب من ابنة عمه استير ولديه منها أربعة أبناء وهم: (ايلي، ادموند ، جوزيف ، موسى) وأربعة بنات وهن : (ايفلين، غابي، آرليت، اوغيت).
```
ينتمي يعقوب الي عائلة صفرا وهي من 
الطائفة اليهودية السورية
 التي كانت تعمل في مجال تجارة الذهب بين 
حلب
 
وإسطنبول
 
والإسكندرية
 في عهد 
الامبراطورية العثمانية
.
يعقوب صفرا هو مؤسس أحد أكبر المجموعات المصرفية العالمية التي عملت بين قارات 
آسيا
 و 
أوروبا
 و 
أفريقيا
 و 
أمريكا
 وانشأ بنك صفرا جي أي في عام 
1920
 في 
بيروت
.
انتقل في العام 
1949
 إلى 
إيطاليا
 ثم في العام 
1952
 إلى 
البرازيل
، وفي العام 
1955
 أسس مع أبنائه الأربعة أول مؤسسة مالية لهم في البرازيل، حيث أسسوا مجموعة صفرا.
نشاطه التجارى والمالي كان عابراً للقارات .
```

توفي يعقوب صفرا بتاريخ 27 أيار عام 1963 في مدينة ساوباولو البرازيلية، وأقام أبناؤه مجمع صفرا (Safra Square)احياء لذكراه في مدينة القدس.

## روابط خارجية
- - اعلام ومشاهير يعقوب صفرا سوري - برازيلي